# Final Doom
Final Doom je akční videohra, konkrétně samostatně spustitelné rozšíření volně navazující na události hry Doom II, vytvořené skupinou TeamTNT, a vydané roku 1996 jako oficiálně licencovaný produkt od id Software, přičemž o distribuci se postaral GT Interactive Software. Dodnes se však mezi fanoušky vedou spory, zda je hra oficiálním kánonem nebo ne , nikdo z ID Software se k tomuto tématu totiž nevyjádřil. Hra obsahuje stejné zbraně, předměty a nepřátele jako ve hře Doom II.
Final Doom se skládá ze dvou megawadů (herní soubory) po 32 úrovních, TNT: Evilution a The Plutonia Experiment. TNT: Evilution obsahuje zcela nový soundtrack, zatímco The Plutonia Experiment používá hudbu z Doom a Doom II. Kromě verze pro PC byl Final Doom též vydán pro PlayStation; tato verze zahrnovala výběr úrovní z Final Doom a Master Levels for Doom II (datadisk k druhému dílu) kombinovaný do jedné hry.

## Hratelnost
Final Doom je samostatná hra a ke spuštění nevyžaduje Doom II. Verze pro PC je obecně považována za výrazně obtížnější než první a druhý díl.
Gameplay v PlayStation verzi je téměř totožný s verzí hry Doom pro PlayStation, a navíc byl kompatibilní s myší PlayStation Mouse. V porovnání s originální verzí pro PC, obtížnost u verze pro PlayStation byla výrazně snížena. Mnoho těžších úrovní bylo odstraněno a ty, co zbyly, mají mnohdy některé nepřátele smazané (kupříkladu odstranění Cyberdemona z úrovně Baronʼs Liar). Stejně tak jako v PlayStation verzi pro originální Doom, spoustu větších levelů bylo i v PS verzi pro Final Doom též odstraněno, stejně tak i démoni Arch-vile a Spider Mastermind kvůli technickým omezením. Tím byla verze pro PlayStation omezena na celkem 30 úrovní. Tradičnější rockové skladby použité ve hře byly v PlayStation verzi nahrazeny strašidelným soundtrackem od Aubreyho Hodgese, který později složil hudbu pro Doom 64 v roce 1997.
Ve verzi pro PlayStation oproti původní PC verzi existuje několik viditelných změn animace. Zjednodušené titulní obrazovky obsažené ve verzi pro PC byly nahrazeny propracovanější titulní obrazovkou, která obsahuje animovanou planoucí oblohu z původní verze originální hry Doom pro PlayStation. Mnoho textur oblohy v jednotlivých úrovních bylo nahrazeno jinými; nebe některých úrovní je nahrazeno texturami oblohy přítomnými v předchozích Doom hrách, zatímco další mají novou hvězdnou oblohu. A nakonec je většina rozvržení úrovní zjednodušena, podobně jako ve verzích pro konzole předchozích Doom her a obnovovací frekvence hry je často nižší, než tomu bylo v první PlayStation Doom hře.

## Příběh

### TNT: Evilution
V TNT: Evilution se společnost UAC opět snaží vytvořit technologii dimenzionálních teleportačních bran a experimentovat s ní. Postavili si základnu na jednom z měsíců Jupiteru, konkrétně na Io, s pořádnou posádkou vesmírných mariňáků pro svou ochranu. Mariňáci svou práci odváděli skvěle; když byla první experimentální brána otevřena, mariňáci síly z pekla zlikvidovali. Výzkum tak pokračoval s ještě větším nasazením a všechna bezpečnostní opatření se zaměřila na bránu.
O pár měsíců později přilétá přesně podle rutinního plánu zásobovací loď, létající vždy jednou za rok, avšak vypadá podivně a na radaru je neobvykle velká. Laxní radaroví operátoři však rozhodnou, že se není čeho obávat. Personál základny však záhy zjistí hrozivou pravdu: je to vesmírná loď z pekla, zbudovaná z oceli, kamene, masa, kostí a zkaženosti. Ohromné lodní brány se otevírají a na základnu vypouští hordy démonů. Brzy nato je celé zařízení dobyto a personál je buď zabit či zombifikován.
Hlavní hrdina, náš známý bezejmenný mariňák (o němž je odhaleno, že povýšil na velitele), byl zrovna v té době pryč na procházce, čímž unikl jisté smrti. Avšak poté, co na něj zaútočil imp, rychle spěchal zpět na základnu, kde spatřil démonickou vesmírnou loď na obloze a došlo mu, co se tu stalo. Přísahal, že pomstí mrtvé mariňáky a rozhodl se zabít co možná nejvíc démonů.
Na samotném konci, mariňák porazí hlavního bosse – Icon of Sin –, a hra popisuje, že invaze je zastavena a nepřítel poražen. Poslední odstavec cituje: „Něco v dáli rachotí. Modré světlo září uvnitř zničené lebky démona [Icon of Sin].“

### The Plutonia Experiment
V The Plutonia Experiment se světové vlády po katastrofické invazi pekla na Zemi rozhodly přijmout opatření proti jakékoli možné budoucí invazi, protože si byly vědomy faktu, že pekelné síly stále zůstaly příliš silné. UAC bylo reformováno pod zcela novým vedením (staré vedení a akcionáři jsou ostatně všichni mrtví) a zaměřuje se na vývoj technologií, které by mohly zabránit démonickým invazím.
Vědci začali pracovat na zařízení známém jako urychlovač kvant (v originále Quantum Accelerator), jehož úkolem je uzavřít pekelné brány a zastavit tak možné invaze. Experimenty se prováděly v tajném výzkumném komplexu i s posádkou mariňáků. Zdálo se, že práce šla dobře, ale pozornost bytostí z pekla se zaměřila právě na nový výzkum. Pekelná brána se otevřela v srdci komplexu a vylézala z ní nepřirozená hrůza. Urychlovač kvant však fungoval skvěle: brána byla rychle uzavřena a invaze zažehnána. Výzkum pokračoval ještě intenzivněji.
Následujícího dne se však otevřelo sedm pekelných bran najednou a začala ještě větší invaze. Během hodiny sice urychlovač kvant uzavřel šest bran, ale pekelná armáda se stala příliš početnou a silnou. Celý komplex byl obsazen démony. Každý byl zabit nebo zombifikován. Poslední pekelná brána zůstala otevřena a strážena Gatekeeperem (Hlídačem brány): mocným, ohromným a prastarým démonem s mocí otevírat a následně strážit dimenzionální brány (jedná se o démona Icon of Sin).
Vláda, zděšená, že urychlovač kvant bude zničen nebo použit proti lidstvu, nařídí všem mariňákům, aby šli do akce. Hlavní hrdina, náš bezejmenný mariňák z předchozích her, je zrovna na dovolené na pláži. Je také nejblíže ke komplexu a dostává se tam jako první. Zde zjisťuje, že je v něm mnoho démonických aktivit (vytí, skandování a zvuky strojů); Gatekeeper na něčem očividně pracuje a jeho práce brzy dosáhne nějakého hrozivého vrcholu. Také si uvědomuje, že až dorazí ostatní mariňáci, nebudou moci proniknout do silně zamořeného komplexu, navzdory palebné síle a podpoře, kterou budou mít. Mariňák se tedy rozhodne vstoupit do komplexu s úmyslem porazit Gatekeepera sám a využít tak momentu překvapení.
Nakonec Gatekeepera opravdu porazí a zastaví tak invazi. Hroutící se portál sice zničí urychlovač kvant, ale peklo je poraženo. Citace poslední obrazovky zmiňuje, že peklo zase bude trestat jen zlé lidi namísto dobrých živých, a že by bylo do rakve vhodné přidat pro jistotu raketomet, kdyby šel mariňák po smrti do pekla na „poslední úklid“...

## Vývoj
Práci na TNT: Evilution začal TeamTNT, skupina fanoušků pracující s WAD (formát základních herních dat pro Doom a Doom II), a kteří byli aktivní v pokročilé editaci v tomto směru. Jen pouhých pár dní před tím, než měl být projekt vydán online zdarma ke stažení, projekt byl převzat společností ID Software a dokončen v listopadu 1995.
Bratři Dario a Milo Casaliovi, kteří přispěli do TNT: Evilution čtyřmi úrovněmi, dostali za úkol vytvořit to, co se později stalo The Plutonia Experiment, poté, co odeslali osmiúrovňový WAD vlastní tvorby Americanu McGeeovi a ohromili jej a celý zbytek ID Software. Každý z nich vytvořil šestnáct úrovní pro The Plutonia Experiment v celkem čtyřměsíční době, a předložili je v lednu 1996. Na rozdíl od jejich příspěvků do TNT: Evilution, který byl editován po jeho předložení (čtyři úrovně byly odstraněny kvůli jejich přílišné velikosti, kterou tehdejší počítače neutáhly), The Plutonia Experiment byly finální schválené revize úrovní, a Dario Casali později komentoval fakt, že nic nebylo změněno, slovy: „Díky Bohu, protože jsem byl tehdy připraven vyhodit svůj počítač z okna.“
Dario Casali uznal velkou obtížnost The Plutonia Experiment v interview na Doomworld slovy: „Plutonia byla vždy zamýšlena pro lidi, kteří dokončili Doom 2 na těžkou obtížnost a hledají novou výzvu. Vždycky jsem hrál level, který jsem vytvořil, a pokud jsem jej lehko zdolal, udělal jsem jej těžším, aby to byla výzva i pro mě.“
Final Doom tedy vyšlo 17. června 1996 coby samostatně spustitelné rozšíření volně navazující na události hry Doom II.